# Самоходно противотанково оръдие
Самоходното противотанково оръдие, известно още като самоходно бронеизтребително оръдие, унищожител на танкове, изтребител на танкове и ПТ-САУ (противотанково самоходна артилерийска установка) е вид бронирана бойна машина въоръжена с оръдие или ракети. Основната му цел е да осигури противотанкова поддръжка в бойна обстановка, но без да отговаря на всички критерии за танк. Те са широко използвани през втората световна война и от двете страни.
Високоскоростното противотанково оръдие е характерно за тези машини. Те могат да разполагат с отворен купол, да нямат купол или да използват колела вместо гъсенични вериги. Освен това могат да носят пускови съоръжения за управляеми противотанкови ракети.